# 在アルメニア日本国大使館
在アルメニア日本国大使館（アルメニア語: ՀՀ-ում Ճապոնիայի Դեսպանություն、英語: Embassy of Japan in Armenia）は、アルメニアの首都エレバンにある日本の大使館。

## 歴史
1918年5月にアルメニア第一共和国が成立し、1920年7月22日に大日本帝国はアルメニア第一共和国を主権国家として承認した。両間の国交樹立には、国交樹立後に初代駐日名誉領事を務めたディアナ・アブガルの尽力があった。しかし、同年11月29日に赤軍がアルメニアに侵入して、12月2日にソビエト政権の樹立を宣言したことにより、大日本帝国がアルメニアに大使館や公使館を設置しないままアルメニア第一共和国は崩壊した。
1991年9月21日、ソビエト連邦の崩壊が進む過程でアルメニア・ソビエト社会主義共和国がアルメニア共和国として独立を宣言し、同年12月28日、日本がアルメニア共和国を主権国家として承認。翌1992年9月7日には、両国間の外交関係が開設された。
国交樹立当初は在ロシア連邦大使館がアルメニアを兼轄しており、初代大使はモスクワ常駐の枝村純郎であった。
2015年1月1日、エレバンに在アルメニア日本国大使館が開館した。同年4月21日、エレバン常駐では初代となる田口栄治が特命全権大使に任命された。

## 住所
| 日本語       | エレバン市ババヤン通り23/4 |
| アルメニア語 | ք. Երևան, Բաբայան 23/4     |
| 英語         | 23/4 Babayan St., Yerevan  |